# Kieferhöhle

Nasennebenhöhlen:
Stirnhöhle (Sinus frontalis)
Siebbeinzellen (Cellulae ethmoidales)
Keilbeinhöhle (Sinus sphenoidalis)
Kieferhöhle (Sinus maxillaris)

Die Kieferhöhle (lateinisch Sinus maxillaris; auch Sinus Highmori oder Antrum Highmori, nach Nathaniel Highmore) ist eine Nasennebenhöhle, die sich in den Oberkieferknochen (Maxilla) einstülpt.
Die Kieferhöhle steht mit dem mittleren Nasengang über die Nasen-Kiefer-Öffnung (Apertura nasomaxillaris) in Verbindung. Über diese Öffnung können Infektionserreger von der Nasenhöhle auf die Kieferhöhle übergreifen. Am Boden der Kieferhöhle sind die Zahnfächer der Oberkieferbackenzähne nur durch eine dünne Knochenlamelle von der Kieferhöhle getrennt. Bei Vereiterung der Zahnwurzeln kann es daher zu einem Durchbruch in die Kieferhöhle kommen.
Durch die Kieferhöhle zieht in einem knöchern abgegrenzten Kanal der Nervus infraorbitalis.

## Erkrankungen
- Entzündungen der Kieferhöhle, siehe Sinusitis
- Eiteransammlung in der Kieferhöhle, siehe Empyem

Bei Ansammlungen von Eiter oder anderen krankhaften Veränderungen kann eine operative Eröffnung der Kieferhöhle von außen notwendig sein (Trepanation).

## Tierreich

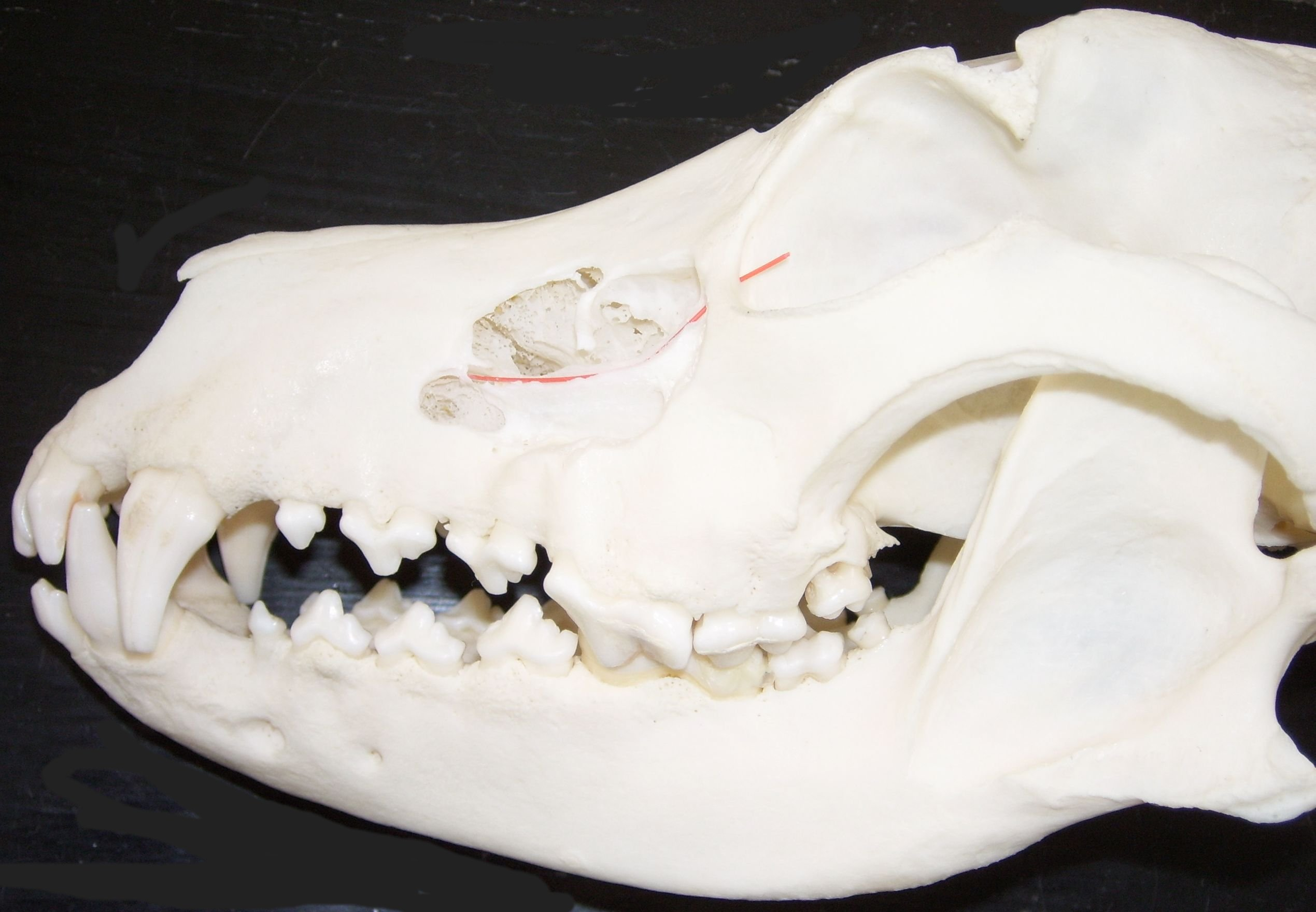
Eröffnete Kieferbucht eines Hundes mit Tränen-Nasen-Gang

Bei Hunden spricht man von einer Kieferbucht (Recessus maxillaris), weil die Verbindung zur Nasenhöhle sehr weit ist und sie sich nicht zwischen die Knochenplatten des Oberkiefers, sondern zwischen verschiedene benachbarte Schädelknochen dieser Region erstreckt. In ihr liegt die seitliche Nasendrüse. Beim Pferd ist die sehr große Kieferhöhle durch die Kieferhöhlenscheidewand (Septum sinuum maxillarium) in eine vordere und eine hintere Abteilung getrennt.